# Milan Radovanović
Milan Radovanović (Beograd, 29. mart 1965) je srpski pravoslavni teolog, profesionalni fotograf i profesor na Akademiji umetnosti u Beogradu.

## Privatni život i obrazovanje
Rođen je i odrastao u Beogradu na Vračaru u blizini Hrama Svetog Save. Posle završene Matematičke gimnazije  upisao je Pravoslavni bogoslovski fakultet Univerziteta u Beogradu  na kome je diplomirao. U diplomskom radu obradio je važan, ali nedovoljno istražen uticaj vizantijske umetnosti na stvaralaštvo pop art umetnika Endi Vorhola. Doktorsku disertaciju iz semioloških teorija vizuelne kulture i medija odbranio je na naučnim interdisciplinarnim studijama Univerziteta umetnosti u Beogradu, pod mentorstvom profesora dr Miška Šuvakovića. Govori i aktivno se služi sa više savremenih i starih jezika.

## Edukacija iz psihologije
Završio je edukaciju iz sistemske bračne i porodične terapije pri Centru za porodicu Specijalne bolnice za bolesti zavisnosti, edukaciju iz lečenja bolesti alkoholizma pri Institutu za mentalno zdravlje, kao i niz usavršavanja iz oblasti psihoterapije u zemlji i inostranstvu. Po preporuci akademika Vladete Jerotića učestvovao je u radu Beogradskog analitičkog kruga, udruženja analitički orijentisanih psihoterapeuta. Aktivan je učesnik kongresa psihologa i psihoterapeuta. 

## Profesorska karijera
Po pozivu sa katedre za Advertajzing i dizajn Akademije umetnosti u Beogradu, osmislio je i predavao predmete Modna i Reklamna fotografija. Ubrzo je postao šef katedre Fotografije i pokrenuo inicijativu za integrisanje studija Fotografije i Filmske i televizijske kamere u jedan sveobuhvatan i savremen interdisciplinarni program. Plan i program novih osnovnih i master studija Fotografija i Kamera uspešno je realizovao u saradnji sa profesorom Radoslavom Vladićem . Postavio je niz stručnih, umetničkih i teorijskih predmeta: Uvod u fotografiju, Digitalna obrada fotografije, Dokumentarizam kao fotografsko-snimateljski stil, Modna fotografija, Reklamna fotografija, Savremena umetnost fotografije, Portret u fotografiji, Fotografija do danas, Čitanje slike, Teorija umetnosti i medija, Teorija vizuelnih umetnosti, Metodologija istraživačkog rada. Kao gostujući profesor na Institutu za umetničku igru predavao je predmet Pokret i slika u okviru koga je povezao baletsku umetnost sa umetnošću fotografije. Stalni je saradnik Biblijskog instituta Pravoslavnog bogoslovskog fakulteta Univerziteta u Beogradu.

## Poslovna karijera
Svoju poslovnu karijeru započeo je kao profesionalni fotograf. Sаrаđivаo je sа velikim brojem modnih dizajnera i modnih kuća, sa vodećim itаlijаnskim modnim čаsopisom Vogue Pelle Italia (итал. Vogue Italia), kao i sa internacionalnom publikacijom za avangardne modne tendencije Fast Forward Fashion: Where Fashion Defies Function. Zajedno sa svojim bratom Vladanom Radovanovićem osnovao je marketinšku agenciju Effective marketing u kojoj ima funkciju kreativnog direktora. Kreira reklamne kampanje za mnogobrojne kompanije, institucije i klijente.

## Projekti u kulturi
Bio je kreativni direktor projekta prve umetničke fotomonografije Narodnog pozorišta u Beogradu „Skrivena lepota“ nastale u saradnji Telenor fondacije, Narodnog pozorišta u Beogradu i Akademije umetnosti u Beogradu. Vodio je radionicu dokumentarne fotografije sa britanskim fotografom Piterom Mаrlouom  iz fotografske agencije Mаgnum Photos . Sa đakonom Nenadom Ilićem sarađivao je na mnogobrojnim projektima od kojih izdvaja proslavu osam vekova manastira Hilandara (rad na režiji, scenariju i realizaciji dvadeset i dva prateća multimedijalna projekta) i pokretanje pravoslavnog ilustrovanog časopisa Iskon koji je svojom originalnošću postavio nove standarde vizuelnog identiteta u crkvenom izdavaštvu.

## Životna filozofija
Bez obzira na okolnosti, nikada ne treba da odustanemo od mogućnosti ostvarenja najdubljeg smisla svog postojanja u ovom svetu. Važno je da prepoznamo, oslobodimo i razvijemo svoj unutrašnji potencijal, kako na ličnom, tako i na društvenom i poslovnom planu. U tom nastojanju treba da pomognemo i drugim ljudima. Samo na taj način, ovaj često surovi i nepravedni svet, možemo učiniti boljim mestom za život svih nas.

## Karijera trenera liderstva i timskog rada
Od rane mladosti usavršavao se u ličnom razvoju, društvenim i liderskim veštinama, timskom radu, jačanju volje i karaktera u ekstremnim uslovima snalaženja i preživljavanja u prirodi pri Outward Bound Trust  organizaciji u Engleskoj. Sertifikovan je trener asertivne komunikacije i trener ličnog razvoja, poslovnih i liderskih veština po programu „The 7 Habits of Highly Effective People“ kompanije Franklin Covey . Stalni je saradnik Centra za krizni menadžment i pregovaranje . Radi na usavršavanju strategija za pregovaranje u kriznim i konfliktnim situacijama. Često je angažovan kao savetnik i član timova za poslovno pregovaranje. U okviru Alfa Omega Kluba  kao jedan od osnivača vodio je program ličnog razvoja i veština komunikacije od devet celodnevnih radionica i treninga. Kroz različite programe, radionice i treninge koje je kreirao, obučio je veliki broj polaznika.

## Nagrade
Dobitnik je više međunarodnih nagrada i priznanja na izložbama modne i reklamne fotografije, kao i zlatne medalje „Nikola Tesla“ nemačkog časopisa RAUM & ZEIT za doprinos razvoju digitalne fotografije.

## Naučni i teorijski radovi
- Radovanović, M. (2017) „Semiotika alternativnih medija”, u: Filozofija medija: Mediji i alternativa, Estetičko društvo Srbije – Sekcija za Filozofiju medija, Beograd.
- Radovanović, M. (2017) Leksikon biblijske egzegeze, (ured. dr Rodoljub Kubat i dr Predrag Dragutinović), Institut za teološka istraživanja, Pravoslavni bogoslovski fakultet Univerziteta u Beogradu, Beograd.
- Radovanović, M. (2016) „Semiotika i pojam lepog u umetnosti“, u: Tradicionalna estetska kultura 11: Lepo i ružno, Univerzitet u Nišu, Fakultet umetnosti u Nišu, Centar za naučnoistraživački rad SANU i Univerzitet u Nišu, Niš.
- Radovanović, M. (2016) „Vizuelno-narativni metod razvoja tima u poslovnom okruženju“, 6. kongres psihoterapeuta Srbije, tema: Psihoterapija i društvo, Savez društava psihoterapeuta Srbije, Beograd.
- Radovanović, M. (2016) „Šta je ljubav? – Kako voleti sebe i kako voleti druge“, Kongres za psihoterapiju, savetovanje i koučing Srbije, tema: Razvoj ličnosti i životnih veština kroz psihoterapiju, savetovanje i koučing, Beograd.
- Radovanović, M. (2015) „Definisanje pojma umetnosti“, u: Kultura, Časopis za teoriju i sociologiju kulture i kulturnu politiku br. 147, temat: Kontekst u umetnosti i medijima, Zavod za proučavanje kulturnog razvitka, Beograd.
- Radovanović, M. (2015) „Pop art i proizvodnja potrošačkog značenja“, u: Tradicionalna estetska kultura 10: Mediji, Univerzitet u Nišu, Fakultet umetnosti u Nišu, Centar za naučnoistraživački rad SANU i Univerzitet u Nišu, Niš.
- Radovanović, M. (2015) „Teorija teksta i novi mediji“, u: Kultura, Časopis za teoriju i sociologiju kulture i kulturnu politiku br. 145, temat: Novinarstvo i novi mediji, Zavod za proučavanje kulturnog razvitka, Beograd.
- Radovanović, M. (2014) „Pojam mita po Rolanu Bartu“, u: Zbornik radova Akademije umetnosti, temat: Umetnost, mediji, komunikacija, Akademija umetnosti, Beograd.
- Radovanović, M. (2012) „Biblijski kontekst kao tekstualni konstrukt“, u: Srpska teologija danas 2011, Zbornik radova trećeg godišnjeg simposiona održanog na Pravoslavnom bogoslovskom fakultetu, Institut za teološka istraživanja, Pravoslavni bogoslovski fakultet Univerziteta u Beogradu, Beograd.
- Radovanović, M. (2011) „Semiotička teorija i vizuelni tekst“, u: Kultura, Časopis za teoriju i sociologiju kulture i kulturnu politiku br. 131, temat: Likovna umetnost kao medij masovne komunikacije, Zavod za proučavanje kulturnog razvitka, Beograd.
- Radovanović, M. (2011) „Metafizika svetlosti u vizantijskoj umetnosti i pop artu“, u: Srpska teologija danas 2010, Zbornik radova drugog godišnjeg simposiona održanog na Pravoslavnom bogoslovskom fakultetu, Institut za teološka istraživanja, Pravoslavni bogoslovski fakultet Univerziteta u Beogradu, Beograd.
- Radovanović, M. (2008) „Modna fotografija“, u: Yutef MODAin časopis za popularizaciju modne industrije broj 205, Passage group, Pančevo.
- Radovanović, M., Acović, D., Ilić, N. i Perić, D. (2003) Monarhija kroz vekove, multimedijalna istorijska enciklopedija, Esnaf multimedia production, Bit Projekt, Beograd.
- Radovanovic, M. (1999) „The War in the Balkans: Who is the Winner?“, in: In Communion, journal of the Orthodox Peace Fellowship, issue number 16 / July 1999, Orthodox Peace Fellowship, Alkmaar, Netherlands.
- Radovanović, M. (1997) „Slaganje božanskog mozaika“, u: Iskon, pravoslavni ilustrovani časopis broj 2, Fond Sveti Prohor Pčinjski Pravoslavne eparhije vranjske, Vranje.